# Langebæk Alliancen
Langebæk Alliancen (forkortet L.A. eller Alliancen) er en dansk fodboldklub hjemmehørende i byerne Stensved og Kalvehave på Sydsjælland og er medlem af Sjællands Boldspil-Union (SBU) under Dansk Boldspil-Union (DBU). Klubben er et overbygningssamarbejde med rådighed over tre seniorhold, hvoraf det bedste mandskab i 2008/09-sæsonen spiller i serie 2 og afvikler hjemmebanekampene på Stensved Stadion øst for Vordingborg. De sekundære mandskaber spiller deres kampe på hjemmebane på Kalvehave Stadion. Den delvise fodboldfusion eksisterer per 2008 udelukkende på seniorniveau, hvorimod ungdomsafdelingerne stadig holdes adskilte i de to selvstændige moderklubber, Kalvehave Idrætsforening og Stensved Idrætsforening.

## Klubbens historie

### Tiden op til overbygningen
Det bedste mandskab i Stensved IF (stiftet den 30. august 1936) deltog i den daværende A-række under SBU i årene efter besættelsen, hvor man samtidig nåede kvartfinalen i sjællandsmesterskabet. Man oplevede på ny en kort periode med markant fremgang i klubbens resultater på banen i slutningen af 1990'erne. Med udgangspunkt i den lokale serie 3 i 1997-sæsonen formåede klubbens bedste mandskab under ledelse af træner Benny Petersen at rykke op de efterfølgende fire sæsoner og endte med at spille i Sjællandsserien i 2001 og 2002-sæsonen. Efter to år i den øverste række under Sjællands Boldspil-Union fulgte en lang række nederlag og en sportslig tilbagegang, der sendte Stensved IF tilbage ned gennem serierne for hver eneste sæson. Stensved IFs 1. seniorholdstrup rykkede i 2005-sæsonen ud af serie 3 (pulje 8) som følge af en 11. plads i den endelige slutstilling og var i 2006-sæsonen at finde i serie 4 – Danmarks 10 bedste fodboldrække.
Førsteholdet i Kalvehave IF (stiftet den 13. januar 1935) har også tidligere spillet i A-rækken og i 1939 nåede man frem til semifinalerne i sjællandsmesterskabet. I slutningen af 1940'erne spillede klubbens 1. seniorer med i den øvre halvdel af A-rækken og man slutningen i perioden 1948-50 hvert år som kredsvinder uden dog at man kom igennem kvalifikationskampene til mellemrækken under SBU. Holdet har igennem mange år spillet i serie 5 under Sjællands Boldspil-Union. Den højeste placering igennem klubbens historie har været serie 3, hvor holdet spillede i 1980'erne, men sidenhen har holdet ikke samme succes og man nåede i 1986 og 1988-sæsonerne kun op i serie 4. Sidenhen har man været placeret i serie 5 og risikerede i 1999-sæsonen at rykke ned i serie 6, såfremt en protest over en modstanders anvendelse af en ulovlig spiller var blevet afvist. I 2001-sæsonen lykkedes det klubbens hold i serie 5 og serie 6 at rykke op og det blev til yderligere en oprykning til serie 3 i 2004-sæsonen efter 24 års fravær. Samme sæson blev det dog til nedrykning og Kalvehave IF's daværende førstehold endte 2005-sæsonen på en samlet fjerdeplads i serie 4 (pulje 16), på samme niveau som Stensved IF.
Kalvehave IF var op til 2006-sæsonen truet af en større spillerflugt fra seniorafdelingen og klubbens bestyrelse valgte på denne baggrund tidligt på efteråret at tage kontakt til naboklubben Stensved IF med henblik på at stille op med et fælles seniorhold. Ansporet af den sportslige tilbagegang var ledelsen i Stensved IF modtagelige overfor et fremskyndet samarbejde. Samarbejdsplanerne blev vedtaget i starten af december 2005 på ekstraordinære generalforsamlinger i de to sydsjællandske fodboldforeninger, hvor et stort flertal blandt de fremmødte stemmeberettigede medlemmer begge steder stemte for den delvise fusion. I Kalvehave Idrætsforening (KIF) blev samarbejdsplanerne vedtaget med 18 stemmer for og to imod, mens man i Stensved Idrætsforening (SIF) havde 20 stemmer for og ti imod. Afstemningerne blev dog ikke gennemført gnidningsfrit, idet der forinden blandt klubbernes medlemmer fremførtes en række protester samt en ivrig debat omkring klubfølelse og klubdød. Baggrunden om at stille op med et fælles førstehold på damesenior- og herreseniorplan var ønsket om at kunne stå sig i lokalområderne og blive et alternativ til de nærmeste fodboldklubber i Vordingborg samt Ørslev og derved "kunne holde på spillere, der ellers ville søge andre steder hen for at komme op i serierne". Langebæk Alliancens første formand blev Stig Eriksson, der på samme tidspunkt fungerende som formand for Kalvehave IF. Samarbejdsudvalget, med både repræsentanter for spillerne og de to moderklubber, bestod ved aftalens ikraftsættelse af Christian Hansen, Niels Olsen og Michael Skov (spillerrepræsentant) fra Kalvehave IF samt Stig Eriksson, Morten Munkhaus og Steen Kjær (spillerrepræsentant) fra Stensved IF.
Det blev besluttet, at Langebæk Alliancen i første omgang skulle dannes som en delvis fusion af seniorafdelingerne, mens ungdomsafdelingerne forblev adskilte i de to selvstændige moderklubber, dog at det på sigt var meningen at ungdomsafdelingerne også blev fusioneret. I den formelle aftale, navngivet "Samarbejdsaftale for Langebæk Alliancen", fik moderklubberne dog indskrevet en klausul, hvor det var blevet aftalt, at der skal ske i tilfælde af ændringer eller en opløsning af overbygningssamarbejdet. Samarbejdsaftalen indeholder en paragraf, der sikrer Stensved IF retten til indrangering af 1. samt 4. herresenior, hvorimod Kalvehave IF vil overtage retten til indrangering af 2. samt 3. herresenior.
Bestyrelsesmedlemmerne i moderklubberne besluttede sig for at overbygningssamarbejdet skulle have et mere regionalt-lydende holdnavn og lod sig inspirere af den tidligere Langebæk Kommune, der ophørte med at eksistere per 1. januar 2007 da kommunalreformen trådte i kraft. Endvidere valgte samarbejdsudvalget at spille i en neutral sort/hvid-stribet spilledragt frem for at lade moderklubbernes farver (KIF: rød/blå/hvid og SIF: blå/hvid) afspejle sig i farvevalget. Den amagerkanske designer bag klublogoet, som blev designet og taget i brug i foråret 2006, lod sig inspirere af kommunens daværende byvåben med hovederne af to hyldende ulve, som i logodesignet symbolsk er blevet fusioneret til en enkelt ulv. Eftersom klubben udelukkende har fodbold på programmet, er en fodbold i bevægelse blevet fremtrædende i designet bestående af et sekskantet skjold med bølger forneden (symbol for fodboldspillet på Sydsjælland). De ekstraordinære generalforsamlinger blev bevidst placeret i starten af december måned 2005, således at klubberne ville have tid til at tilmelde klubbernes fælles seniorhold til Sjællands Boldspil-Union i slutningen af samme måned. Overbygningen fik sin endelige godkendelse af lokalunionen i slutningen af december 2005.

### 2006-2008: Samarbejdets første tid
Overbygningssamarbejdet trådte officielt i kraft den 1. januar 2006 med sportslig virkning fra og med 2006-sæsonen, hvor samarbejdet som udgangspunkt rådede over henholdsvis to seniorhold i serie 4, et enkelt seniorhold i serie 5 og endnu et seniorhold i serie 6 under Sjællands Boldspil-Union. Seriekampene på hjemmebane i debutsæsonen 2006 blev ligeligt fordelt, således at det ene serie 4 hold (førsteholdet) og serie 6 holdet spillede i Stensved, som har de bedste forhold, men de to andre hold (andet- og tredjeholdet) spillede deres opgør i Kalvehave. Inden starten på debutsæsonen gik kvindeholdet imidlertid i opløsning og blev ikke en del af overbygningssamarbejdet. 39-årige Lars "Luke" Nielsen (tidligere spiller og holdleder i Stensved IF og med DBU's elitetræneruddannelse på CV'et) blev præsenteret som klubbens nye cheftræner på et spillermøde den 21. december 2005 i Stensved IFs klubhus og trænede førsteholdet i 2006 og 2007-sæsonen. Første træningssamling fandt sted den 4. februar 2006.
Resultaterne i kampene i løbet af 2006-sæsonen udartede sig således, at det ene serie 4-hold (førsteholdet) vandt sin pulje (15) grundet bedre målscore (Ørslev IF havde samme antal points), hvorimod det andet serie 4-hold rykkede ud af sin pulje (16) med en samlet 11. plads – 9 point under nedrykningsstregen. Klubbens første kamp blev spillet i forbindelse med en udebanekamp på Fakse Ladeplads Stadion den 8. april 2006 mod hjemmeholdet Fakse Ladeplads IF og blev vundet 3-1 efter en halvlegsstilling på 1-1. Holdfællesskabets først målscorer blev Casper "Calle" Bjørngaard. Klubbens førstehold gik ubesejret igennem hele forårssæsonen 2006 og det første nederlag først fandt sted i den omvendte kamp mod Fakse Ladeplads IF på Stensved Stadion den 19. august (efterårssæsonen), da man tabte med cifrene 3-2. Klubbens største sejr daterer sig til 16. september 2006, hvor man mødte bundholdet Sierslev FC på Stensved Stadion og vandt med cifrene 10-0 efter fem scoringer af Jonas Jakobsen og tre mål af Allan Jensen. Klubben debuterede i pokalturneringens indledende lokale runder under Sjællands Boldspil-Union (SBU) i foråret 2006, da man på hjemmebane mødte serie 3-mandskabet fra Såby Fodbold i 2. spillerunde og tabte 5-0 efter at have været bagud med 1-0 ved pausen. I juni 2006 takkede den 27-årige tidligere professionelle fodboldspiller Martin Petersen (noteret for 106 divisionskampe og 22 mål over fire sæsoner) nej tak til et kontrakttilbud fra 2. divisionsklubben Næstved Boldklub, da offensive midtbanespiller ønskede at trappe ned for fodbolden. I den forbindelse vendte Petersen tilbage til sin barndomsklub Stensved IF og begyndte at spille for det fælles førstehold i efterårssæsonen 2006.
I 2007-sæsonen opnåede den sydsjællandske sammenslutning en midterplacering i sin serie 3 pulje (8) med en femteplads i den samlede slutstilling – 10 point fra oprykningsstregen og 7 point fra nedrykningsstregen. I løbet af den anden sæson løb sydsjællænderne ind i sit hidtidig største nederlag, da man tabte opgøret den 26. maj 2007 på hjemmebane mod Køge Boldklubs reservehold (som senere rykkede ud af serien) med cifrene 7-2. Forud for 2008-sæsonen overtog Martin Petersen den ledige post som spillende cheftræner i december 2007 og fik Claus Permin tilknyttet som sin assistenttræner. I sæsonen 2008 (forår), ved overgangen til den nye turneringsstruktur for de lokale serier, lykkedes det for første gang siden samarbejdets start at sikre sig en oprykning til serie 2, da det fælles førstehold endte den halvårige turnering på en samlet 2. plads i serie 3 – to point over oprykningsstregen og foran Ørslev GIF på tredjepladsen. Oprykningen blev netop sikret i forbindelse med en 3-2 udebanesejr (efter en 2-1 føring ved halvleg) i lokalopgøret på Ørslev Stadion mod Ørslev GIF den 7. juni 2008 samtidig med at en række andre kampresultater endte til fodboldfusionens fordel.
I 2008/09-sæsonen råder fodboldsamarbejdet, udover førsteholdet, over to sekundære mandskaber (førsteholdsreserver) i serie 5 samt et old boys-hold og to veteranhold udover at moderklubberne har hold i ungdomsrækkerne.

## Klubbens resultater

### DBU's Landspokalturnering
Klubben er endnu ikke nået forbi de lokale indledende runder under Sjællands Boldspil-Union, der kvalificerer klubben til DBU's Landspokalturnering.

### Slutstillingerne i serierne
De sportslige resultater for klubbens førstehold i SBU's lokale serier igennem årene:
| N. | Række                         | Nr.      | Statistik       | Topscorer               | Bem.               |
| 10 | Serie 4, Pulje 15 2006        | 1. plads | 22-17-3-2 89-29 | i/t                     | Vinder / Oprykning |
| 9 | Serie 3, Pulje 8 2007         | 5. plads | 22-11-3-8 61-51 | Brian Hyldgaard, 13 mål |                    |
| 9 | Serie 3, Pulje 8 2008 (forår) | 2. plads | 11-8-1-2 41-15  | Dennis Larsen, 13 mål   | Oprykning          |
| 8 | Serie 2, Pulje 4 2008/09      | i/t      | i/t             | i/t                     | Igangværende       |
| i/t: Ikke tilgængelig, N.: Rækkens niveau i den pågældende sæson, Nr.: Slutplacering, Bem.: Bemærkning(er) |                               |          |                 |                         |                    |

## Ekstern kilde/henvisning
- Langebæk Alliancens officielle hjemmeside